# 35347 Tallinn
35347 Tallinn este o planetă minoră (asteroid) din centura de asteroizi. A fost descoperită pe 3 mai 1997 la Observatorul European Austral de Eric Walter Elst. 
Obiectul prezintă o orbită caracterizată de o semiaxă mare de 3,0115152 UAi, o excentricitate de 0,066278, o înclinație de 10,72925 ° în raport cu ecliptica.